# Повстання в Дарі
Повстання в Дарі — один з осередків сирійського повстання 2011 року, що спалахнуло в південносирійському місті Дара. 

## Причини
Причиною хвилювань в Дарі, які вилилися в повномасштабне повстання, став арешт 18 березня групи школярів, які писали антиурядові гасла на стінах будинків та парканах. За відомостями сирійських властей призвідником беспорядов став Імам місцевої мечеті Омарі шейх Ахмад аль-Саясін

## Хронологія
- 18 березня — Перші заворушення в місті почалися відразу після п'ятничної молитви в мечеті. Протестувальники звинувачували владу в корупції, зав'язалися сутички з поліцією, в ході яких загинуло 3 людини[3].
- 20 березня— натовпи демонстрантів спалили офіс правлячої партії, палац правосуддя та поліцейські ділянки[4].
- 23 березня— влада зробила спробу штурму міської мечеті. У зіткненнях загинуло 15 осіб. Аналітики повідомляють, що збройними групами бойовиків керують брати мусульмани[5]. Президент країни відправив у відставку губернатора міста та пообіцяв притягнути до відповідальності чиновників, з чиєї вини пролилася кров[6]
- 25 березня— сирійські війська відкрили вогонь по демонстрантах після того, як ті підпалили статую батька нинішнього президента країни[7]
- 8 квітня — в ході зіткнень з бойовиками загинуло 19 поліцейських та ще 75 отримали поранення різного ступеня складності[8]
- 25 квітня — введення бронетехніки урядових військ[9]. У місті введено комендантську годину, відключено водопровід, електрика та телефонний зв'язок[10]. За час військової операції та зачисток до 6 травня в перестрілках загинули 60 осіб та 800 зазнали арештів[11]
- 30 квітня— сирійські військові взяли штурмом епіцентр повстання мечеть Омарі[12]. У перестрілці загинуло 6 бойовиків, проте вождю повстання шейху Ахмеду ас-Саясіну вдалося сховатися.
- 5 травня — сирійський генерал  Ріяд Хаддад  відрапортував про успішне завершення операції в місті та почав виведення бронетехніки[13]

## Роль ЗМІ
Муфтій міста Дарі піддав різкій критиці катарський канал Аль-Джазіру в нагнітанні смути в Сирії